# Óscar Domínguez

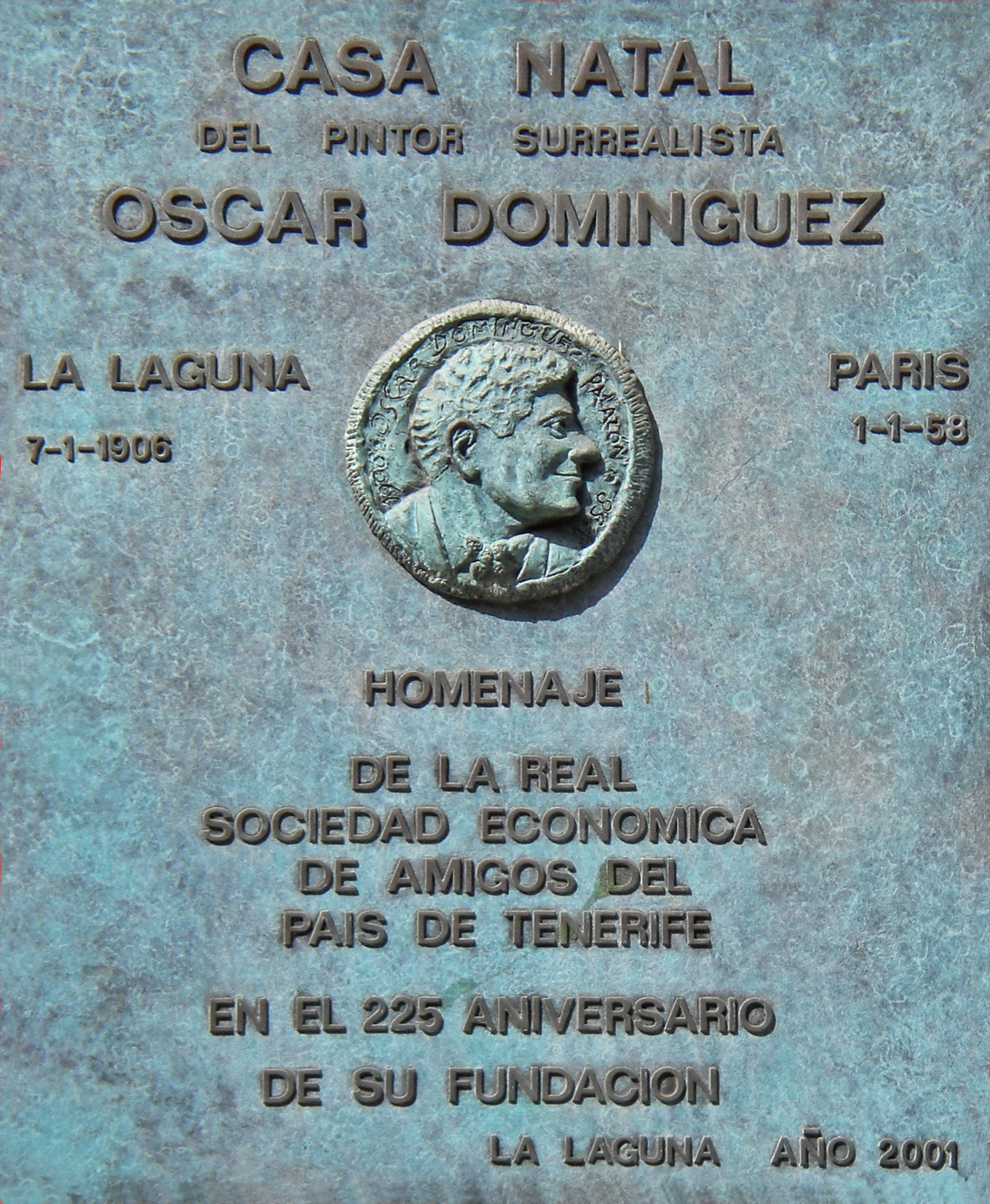
Gedenktafel an Óscar Domínguez’ Geburtshaus in La Laguna

Óscar Domínguez Palazón (* 3. Januar 1906 in San Cristóbal de La Laguna auf Teneriffa in Spanien; † 1. Januar 1958 in Paris) war ein spanischer Künstler des Surrealismus.

## Leben

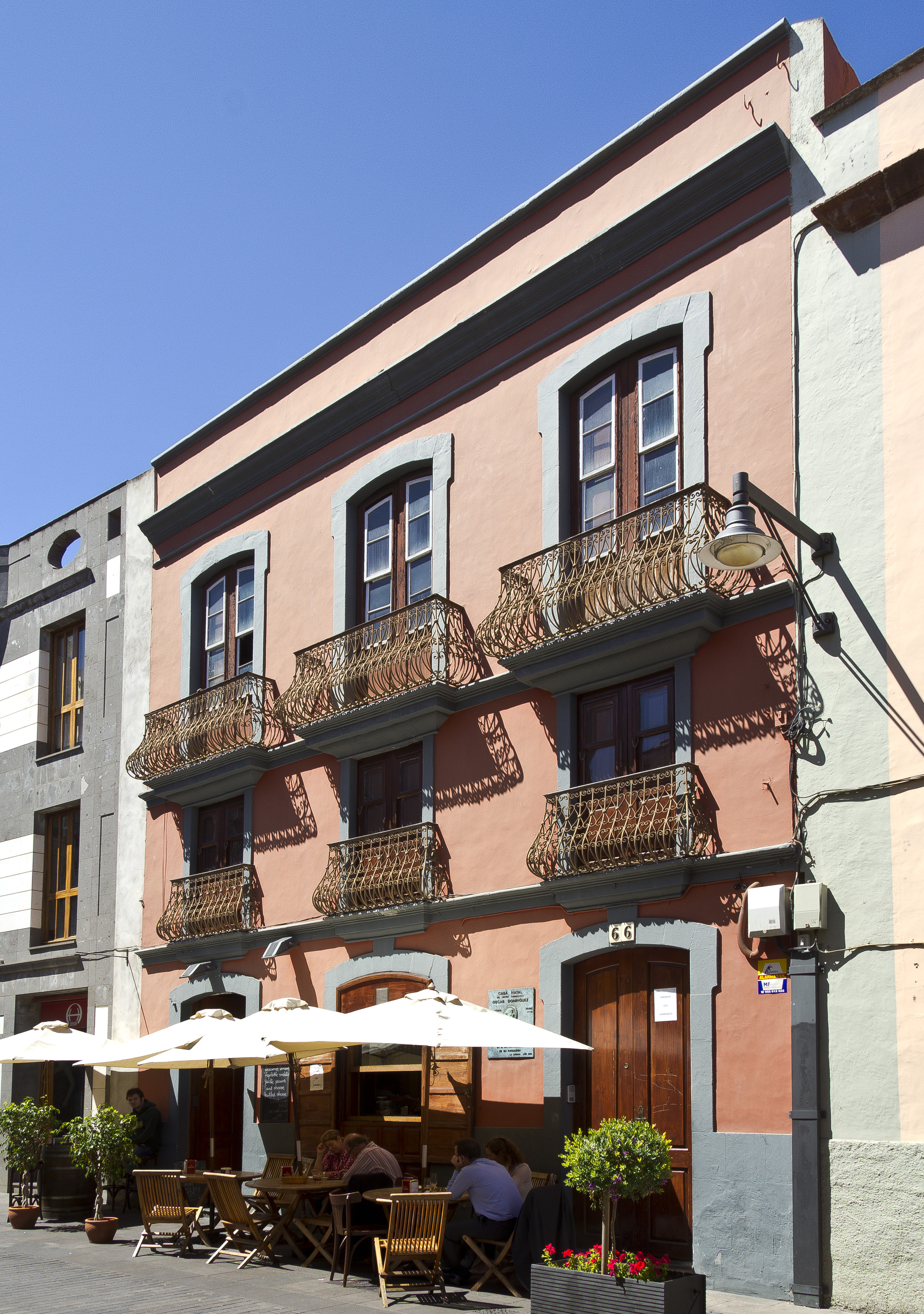
Das Geburtshaus von Domínguez in San Cristóbal de La Laguna

Óscar Domínguez Palazón wurde am 3. Januar 1906 in La Laguna (Teneriffa) geboren. Sein Vater war ein bedeutender Landbesitzer in Tacoronte. Seine Mutter María Palazón Riquelme starb, bevor er zwei Jahre alt war. Seine Jugend verbrachte er in La Laguna und in Tacoronte auf Teneriffa. Das Autorretrato con pipa (Selbstportrait mit Pfeife) aus dem Jahr 1926 ist das älteste erhaltene Gemälde von Óscar Domínguez. Im Jahr 1927 schickte sein Vater ihn nach Paris. Dort lebte er im Haus seiner Tante und ihres Mannes, des Malers Álvaro Fariña. Zweck des Aufenthalts war es, den Absatz der landwirtschaftlichen Produkte seines Vaters, in erster Linie Bananen, zu fördern. Im Jahr 1928 musste er zur Ableistung seines Militärdienstes nach Teneriffa zurückkehren. In diesem Jahr zeigte er zusammen mit der französischen Malerin Lily Guetta im Circulo de Bellas Artes de Santa Cruz de Tenerife seine Bilder, die allerdings von der Kritik nicht gut aufgenommen wurden. Bei diesem Aufenthalt traf das erste Mal mit Eduardo Westerdahl zusammen, der einer seiner besten Freunde wurde.
Im Jahr 1929 reiste er erneut nach Paris, um sich dort niederzulassen. Als im September des Jahres 1931 sein Vater starb, kam er für einige Monate nach Teneriffa zurück und stellte seine ersten surrealistischen Arbeiten im Circulo de Bellas Artes de Santa Cruz de Tenerife aus. Im Jahr 1932 kehrte er nach Paris zurück. Mit seiner Freundin Roma, einer polnischen Pianistin, reiste er 1933 nach Teneriffa. Dort wurde im Circulo de Bellas Artes de Santa Cruz de Tenerife seine erste Einzelausstellung gezeigt. Seine Arbeiten aus diesen Jahren zeigen einen Stil, der sich an dem von Salvador Dalí orientiert und ein wenig von der kanarischen Landschaft inspiriert war, wie die Höhle der Guanchen.
Neben der Malerei widmet er sich zu dieser Zeit auch dem Entwurf von Buchumschlägen, z. B. den für Romanticismo y cuenta nueva von Emeterio Gutiérrez Albelo, einem Schriftsteller, der aus Icod de los Vinos stammt, oder im Jahr 1934 den für eine Monografie über Willi Baumeister, die von Eduardo Westerdahl im Verlag Gaceta de Arte herausgebracht wurde. Gleichzeitig stellte er erste surrealistische Objekte her. Auch seine Entwicklung der Decalcomanía fällt in diese Zeit. Bei dieser Technik wird schwarze, flüssige Gouachefarbe unkontrolliert auf eine Fläche aufgegeben und diese Fläche dann mit einer zweiten Fläche zusammengepresst. Diese Technik wurde bald von vielen Surrealisten übernommen.
Auch im Jahr 1935 beteiligte er sich wieder mit zwei Bildern an einer Ausstellung der Surrealisten, die von Eduardo Westerdahl und der Zeitschrift Gaceta de Arte organisiert wurde. Das Vorwort für den Katalog schrieb André Breton. Óscar Domínguez unterschrieb 1935 das surrealistische Manifest Du temps que les surréalistes avaient raison, das in Paris durch die Éditions Surréalistes herausgegeben wurde. Als er im Jahr 1936 den Auftrag bekam, eine Illustration für das Buch La Hampe de l’imaginaire von Georges Hugnets anzufertigen, wandte er sich wieder der Radierung zu. Im Laufe des Jahres 1936 nahm er an verschiedenen Ausstellungen teil: Im Mai an der Exposition surréaliste d’objets in Paris, im Juni an der International Surrealist Exhibition in London, im Dezember an der Ausstellung Fantastic, Dada and Surrealist Art im Museum of Modern Art in New York. Im Mai 1936 kehrte er zum letzten Mal nach Teneriffa zurück und nahm an der Ausstellung Arte Contemporáneo teil, die von ADLAN und der Zeitschrift Gaceta de Arte im Circulo de Bellas Artes de Santa Cruz de Tenerife veranstaltet wurde.
Nach dem Beginn des Bürgerkrieges hielt er sich auf Teneriffa versteckt. Im September 1936 gelang es ihm mit Hilfe falscher Papiere wieder nach Paris zu gelangen. Hier richtete er sich 1937 am Boulevard Montparnasse sein Atelier ein. Auch in diesem Jahr nahm er an mehreren Gemeinschaftsausstellungen in Paris, London und Tokio teil, wie auch im folgenden Jahr, 1938, an der von Marcel Duchamp, André Breton und Paul Éluard in der Pariser Galerie des Beaux-Arts organisierten Exposition Internationale du Surréalisme, wo er mit einer der sechzehn surrealistisch verfremdeten Schaufensterpuppen zu sehen war. Im Jahr 1939 war er auf dem Salon des Indépendants vertreten sowie bei der Ausstellung Le Rêve dans l’art et la littérature. Das surrealistische Künstlermagazin Minotaure stellte sein Gemälde Lancelot 28° - 7° im Druck vor. Als Wolfgang Paalen im Mai 1939 ins Exil ging, hinterließ er Dominguez seine gesamte Atelierausstattung. Zu Beginn des Zweiten Weltkriegs ging er nach Perpignan. Später sucht er zusammen mit anderen Künstlern Schutz im Château de Air Bel in der Nähe von Marseille, wo einige von ihnen auf ein Einreisevisum für die Vereinigten Staaten warteten. Im Frühjahr 1941 kehrte er nach Paris zurück und arbeitete mit einer geheimen surrealistischen Gruppe zusammen, die als La Main à Plume bekannt wurde. 1942 richtete er sich ein neues Atelier in der Rue Champagne Nr. 23 ein. Im Juni veröffentlichte er die kunsttheoretische Abhandlung La Pétrification du Temps (Die Versteinerung der Zeit). Paul Éluard schrieb das Vorwort zu dem Katalog seiner ersten Einzelausstellung in Paris im Jahr 1943.
1944 entwarf er das Bühnenbild und die Kostüme für das Theaterstück Die Fliegen von Jean-Paul Sartre. Im Oktober nahm er an einer Hommage für Pablo Picasso teil, die im Salon d’Automne stattfand.
Im Jahr 1945 heiratete er Maud Bonneaud, die Jahre später Eduardo Westerdahl heiratete. Er hatte Einzelausstellungen in Paris und New York und stellte auch wieder am Salon des Indépendants in Paris aus. Daneben beteiligte er sich an der Gemeinschaftsarbeit einer Wandmalerei für das Psychiatrische Krankenhaus Sainte Anne in Paris, wo sich einige Künstler während der deutschen Besetzung versteckt gehalten hatten und so ihren Dank ausdrücken wollten. Er war auch auf der Internationalen Ausstellung der Surrealisten in Brüssel vertreten.
Zu der Ausstellung Arte de la España republicana, Artistas Españoles de la Escuela de París (Kunst im republikanischen Spanien, Spanische Künstler der Pariser Schule) reiste er 1946 in die Tschechoslowakei. Seine Beziehungen zu der Gruppe der Surrealisten um André Breton kühlten erheblich ab. Im Jahr 1947 fertigte er 32 Radierungen als Illustrationen für die Neuauflage der Poésie et Verité von Paul Éluard an und veröffentlichte sein poetisches Buch Les deux qui se croisent. Er nahm an der Ausstellung Spanische Maler 1939–1947 teil, die in Paris und London gezeigt wurde. Obwohl er sich offenbar noch als Spanier sah, nahm er 1948, nach 20 Jahren Aufenthalt in Frankreich, die französische Staatsbürgerschaft an.
Seine Bilder wurden auch in den Jahren 1948 und 1949 in internationalen Einzelausstellungen in London und Prag bzw. in Bratislava und Mailand gezeigt.
1949 entwarf er das Bühnenbild für eine Aufführung des Theaterstücks La Place de l’Étoile von Robert Desnos und nahm an der Ausstellung Zeitgenössische Französische Kunst teil, die in Kopenhagen und Stockholm gezeigt wurde. Eines seiner Bilder wurde vom Musée National d’Art Moderne angekauft. Er hielt weiterhin enge Freundschaft mit Pablo Picasso, mit dem er einige Tage an der Côte d’Azur verbrachte.
Im Jahr 1950 hatte er Einzelausstellungen in Brüssel und Paris, 1951 in Zürich. Er begann in der Pariser High Society zu verkehren und erstellte mehrere Skulpturen für die Residenz der Vicomtesse von Noailles in Hyères. Als im Jahr 1952 Paul Éluard starb, der einer seiner besten Freunde gewesen war, litt er in der folgenden Zeit immer häufiger an psychischen Problemen.
Eine Einzelausstellung in Paris im Jahr 1953 zeigte, dass er sich auch mit anderen künstlerischen Techniken befasste: Er zeigte Kartons für Teppiche, die aber offenbar nie ausgeführt wurden.
Seine Einzelausstellung in Paris im Jahr 1954 wurde wieder ein großer Erfolg. Der französische Staat kauft eines seiner Bilder, das mit dem Titel Tenerife bezeichnet ist. Er nahm auch an der Gemeinschaftsausstellung Surrealismo teil, die in Lima organisiert wurde.
Im Jahr 1955 fand in Brüssel im Palast der Schönen Künste eine Retrospektive seiner Arbeiten statt. Seine letzte Einzelausstellung wurde 1957 in der Galerie Rive Gauche in Paris gezeigt.
In der Silvesternacht des Jahres 1957 schnitt er sich die Pulsadern auf. Er wurde auf dem Friedhof Montparnasse im Familiengrab der Viscomtesse von Noailles beigesetzt. Seit 2001 erinnert auch eine Gedenktafel an seinem Geburtshaus in La Laguna an Óscar Domínguez.

## Bedeutung

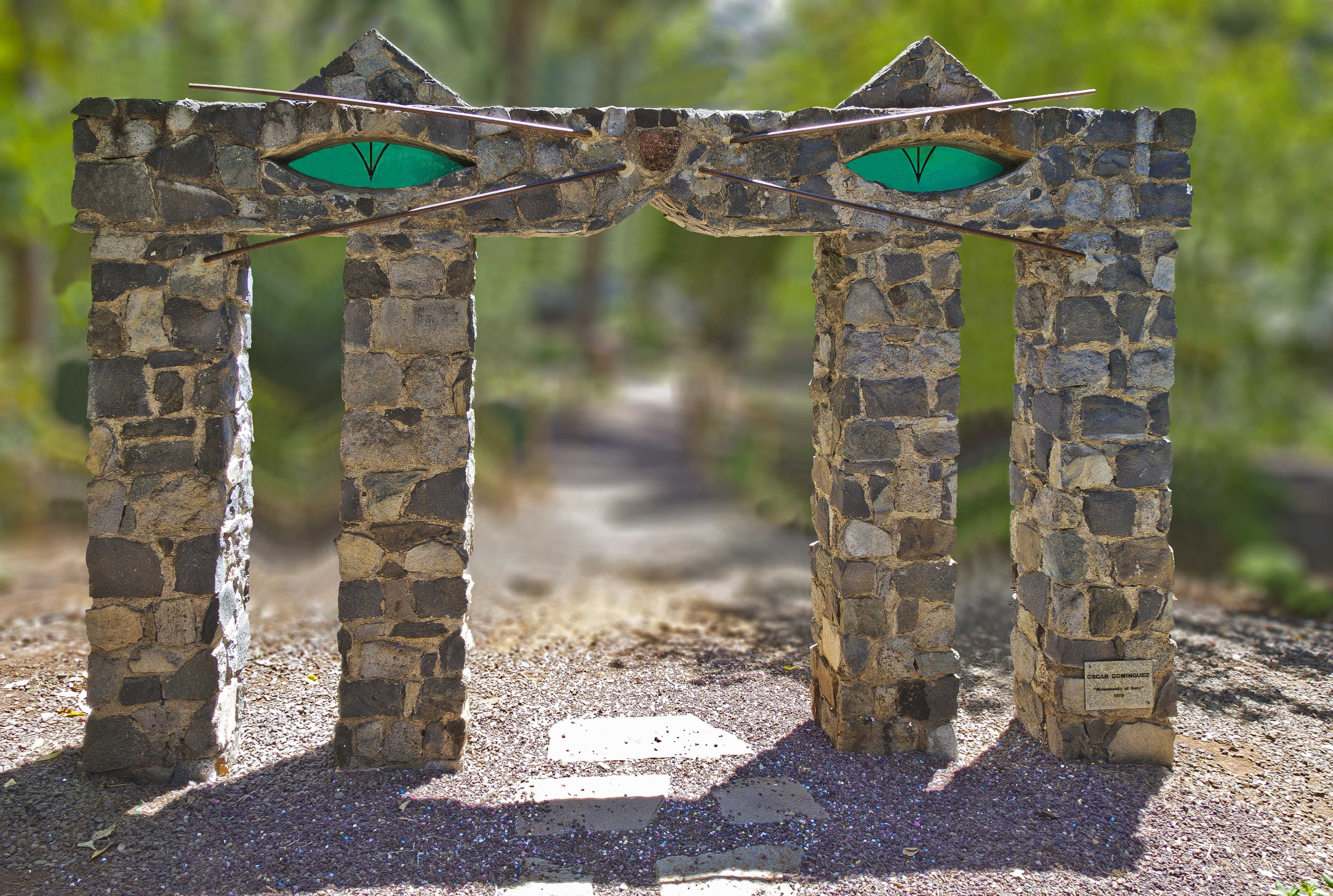
Óscar Domínguez: Monument für eine Katze (Replik der gleichnamigen Skulptur in Hyères), im Parque García Sanabria in Santa Cruz de Tenerife (1973)

Óscar Domínguez wird heute als einer der bedeutendsten Vertreter der Spanischen Avantgarde angesehen, die in Paris in den ersten Jahrzehnten des 20. Jahrhunderts wirkte.
Er war ein sehr wandlungsfähiger und vielseitiger Künstler, der sich in verschiedenen Techniken ausdrücken konnte. Die Gestalten und Objekte, aus denen sich seine surrealistischen Arbeiten zusammensetzen, haben Anklänge an Magisches, Mechanistisches und Sexuelles. Häufig befinden sich die Figuren in einer kanarisch anmutenden Landschaft und das, obwohl er die meiste Zeit seines Lebens in Paris verbrachte.
Der wichtigste Beitrag von Óscar Domínguez zum Surrealismus war die Wiederanknüpfung an die Decalcomanía, einer monotypischen Drucktechnik aus dem 18. Jahrhundert, in der ein vom Künstler unkontrollierter Automatismus die Hauptrolle spielt. Sie wurde von ihm zum ersten Mal im Jahr 1934 für die Herstellung des Umschlages für die Monografie von Westerdahl über Baumeister benutzt und bald von vielen Künstlern des Surrealismus angewandt. Ein weiterer Beitrag Óscar Domínguez’ zur Entwicklung des Surrealismus war die von ihm mitentwickelte Theorie der Versteinerung der Zeit. Die Anwendung dieser Theorie brachte ihn dazu, in seine Kompositionen kristalline Formen und eckige Netze einzuführen. Versteinerungen dieser Art finden sich auch in den Bildern von René Magritte.

## Film
2008 verfilmte der spanische Regisseur Lucas Fernández sein künstlerisches Wirken im Umfeld des Surrealismus unter dem Titel Óscar. Una pasión surrealista. Die Hauptrolle wurde mit Joaquim de Almeida (als Óscar Domínguez) besetzt.